# Batar
Batar (cyr. Батар) – wieś w Bośni i Hercegowinie, w Republice Serbskiej, w mieście Bijeljina. W 2013 roku liczyła 225 mieszkańców.